# Кавендиш, Марк
Сэр Марк Саймон Кавендиш (англ. Mark Simon Cavendish, род. 21 мая 1985 года, Дуглас, Остров Мэн) — британский профессиональный велогонщик, начавший свою спортивную карьеру на треке в мэдисоне, в котором трижды становился чемпионом мира (2005, 2008, 2016), и гонке по очкам, с 2006 года начал участвовать и одержал ряд побед в шоссейных гонках, в которых он имел специализацию спринтера. Один из самых быстрых велогонщиков в истории. На Тур де Франс 2024 года выиграл один этап и побил рекорд Эдди Меркса по общему количеству побед на этапах Тура за карьеру (35). Побеждал в очковой классификации на Тур де Франс (2011, 2021), Джиро д’Италия (2013) и Вуэльте Испании (2010). Рыцарь-командор ордена Британской империи (2024).

## Карьера

### Ранняя карьера
Родившись на острове Мэн, где по его словам: «велоспорт популярен более чем где-либо в Великобритании», Марк Кавендиш с ранних лет связал свою судьбу с этим видом спорта. Свой путь в велоспорте Марк начинал с BMX, затем, получив от родителей на тринадцатилетие горный велосипед, занялся и им. Большое влияние на определение спортивного будущего Кавендиша оказала встреча с известным британским гонщиком Дэвидом Милларом, который принимал участие в местной велогонке Manx Trophy. По окончании школы Марк два года работал в банке, так как он позднее говорил, что его не интересовали юниорские достижения, он хотел заработать деньги, чтобы иметь возможность начать карьеру профессионального велогонщика.
Непосредственно спортивный рост Кавендиша начался в команде Великобритании по велотреку. На чемпионате мира 2005 года в Лос-Анджелесе Марк в паре с Робом Хейлсом стал чемпионом мира по мэдисону, когда они, до этого никогда вместе не выступавшие, принесли Великобритании четвёртое золото, на круг обогнав сборные Нидерландов и Бельгии. В этом же году Марк выиграл очковую гонку на чемпионате Европы по велотреку.
В 2006 году Кавендиш стал участником команды Континентального тура Team Sparkasse, фарм-команды T-Mobile Team. Однако Марк не забыл и о треке, завоевав в марте золото для Острова Мэн на играх Британского содружества наций 2006 года в гонке с общим стартом. На шоссе он стартовал в июньской гонке Тур Берлина, выиграв два этапа, заняв второе место в общем зачёте и получив зелёную майку лидера очковой классификации и красную майку победителя промежуточных спринтов. Успехи на берлинской гонке позволили Кавендишу пополнить ряды T-Mobile в качестве стажёра. В таком качестве он и принял участие в Туре Британии, где трижды становился вторым на этапе и выиграл очковый зачёт. В результате этих достижений Марк Кавендиш подписал с T-Mobile профессиональный контракт на 2007-2008 годы.

### Профессиональная карьера

#### 2007
Начало первого профессионального сезона в составе Team High Road (новое «спонсорское» название T-Mobile в 2007 году) сложилось для Марка достаточно тяжело, однако показателем того, что спад начал подходить к концу, явилась бельгийская гонка Grote Scheldeprijs, которую Кавендиш выиграл. Улучшение формы продемонстрировали и Четыре дня Дюнкерка, и Вуэльта Каталонии, на которых уроженец Мэна выиграл очковые зачёты и взял по два этапа, благодаря чему он отобрался в состав своей команды на Тур-де-Франс 2007 года. Однако падения на первом и втором этапах не дали ему проявить себя, Марк сошёл с гонки, когда пелотон зашёл в Альпы, показав лишь два попадания в 20 лучших на этапе. Ситуация вскоре изменилась, и Кавендиш возобновил череду побед, в итоге, к концу сезона, одержав победу в октябре 2007 года на гонке Circuit Franco-Belge, он повторил достижение Алессандро Петакки — 11 побед в гонках в дебютном сезоне. Из этих 11 побед 3 Марк одержал в гонках протура (2 победы на этапах Вуэльты Каталонии и одна на Энеко Туре).

#### 2008
В сезоне 2008 года к Кавендишу пришли победы на гранд-турах. Выиграв 3 этапа на Джиро д’Италия, Марк развил успех и приходил первым на финиш четырёх этапов Тур-де-Франс 2008 — 5, 8, 12 и 13 участки дистанции Тура покорились ему, что сделало его первым британским гонщиком, побеждавшим 4 раза на одном Туре.
Несмотря на свои достижения на Туре, Кавендиш сошёл с него после 14 этапа. Дело было в том, что, не ограничиваясь в 2008 году шоссейными гонками, Марк вернулся на трек. В паре с Брэдли Уиггинсом они одержали победу в мэдисоне на чемпионате мира в Манчестере. Оставив Тур, Марк Кавендиш предполагал провести подготовку к Олимпиаде в Пекине, а преодоление альпийских этапов Тура могло быть для него достаточно рискованным. Такая подготовка не дала результатов — Кавендиш и Уиггинс остались без олимпийских медалей в мэдисоне.
Профессиональная же карьера Марка продолжала развиваться успешно. Остаток сезона ознаменовался победами на трёх этапах Тура Ирландии, и на трёх же этапах Тура Миссури, где он взял ещё и очковую классификацию.

#### 2009
Сезон 2009 года начался для Марка Кавендиша возобновлением спринтерской дуэли с Томом Бооненом на Туре Катара. В итоге этой гонки Боонен стал первым в генеральном зачёте и выиграл один этап, два этапа достались Кавендишу. Гонщики продолжили выяснение отношений на Туре Калифорнии, где Марк взял у Тома два спринтерских финиша, а кроме этого и возглавил очковую классификацию американской гонки.
Европейский сезон продолжился для Марка участием в недельной итальянской гонке Тиррено — Адриатико, и там мэнский гонщик отметился победой на этапе. Затем Каведиш принял участие в дебютной для него классической гонке — Милан — Сан-Ремо, и с первого же раза одержал на ней победу. После этого Марк повторил свой прошлогодний успех на Трёх днях Де-Панна, вновь выиграв два этапа, но получив в этот раз первенство в итоговом очковом зачёте.
Джиро д’Италия 2009 года стартовала для Каведиша стремительно — он пересёк линию финиша первым из своей команды Team Columbia, выигравшей командную гонку на время, получив, таким образом, розовую майку лидера итальянского гранд-тура. Он стал первым из представителей Великобритании, которому удалось облачиться в эту почётную майку. Однако удержать лидерство в гонке не удалось, так как на первом этапе Марк проиграл финиш Петакки, а на втором остался за завалом, отделившим его от группы финишеров. Кавендиш недолго переживал по поводу этих неудач, выиграл 9, 11 и 13 этапы Джиро, а затем снялся с гонки, мотивировав этот шаг необходимостью подготовки к Тур-де-Франс 2009 года.
Начало Французского тура этого сезона было для Кавендиша оптимистичным: 5 июля на втором этапе Тура 2009 года Марк одержал свою пятую победу на этапах главной французской гонки. На равнинной дистанции между Монте-Карло и Бриньолем спринтерские команды готовили к финишу своих лидеров, когда велогонщикам с левой стороны пелетона не удалось избежать завала. Представители команды Columbia сумели удержаться в голове группы, и Кавендиш, разгоняемый своим товарищем по команде Джорджем Хинкепи, вышел на финишную прямую с небольшим отрывом. Попытки догнать Марка успехом не увенчались и он финишировал первым.
На следующий день команда вновь дала Марку шанс проявить себя. На протяжении значительной части дистанции 3-го этапа Columbia участвовала в преследовании раннего отрыва и за 30 километров до финиша, набранная ими скорость позволила оторваться от пелетона головной его части, в которой расположились почти все одноклубники Кавендиша. На финишной прямой стало ясно, что в группе отрыва осталось два топ-спринтера: Марк и Тур Хусховд, который постарался финишировать с колеса Марка. Однако Кавендиш, пересекая линию финиша первым, выиграл у норвежца почти длину велосипеда.
Уступив после седьмого этапа зелёную майку лидера спринтерского зачёта Туру Хусховду, Марк получил возможность отыграться на 10 стадии гонки — равнинном этапе между Лиможем и Иссудёном, проходившем в день взятия Бастилии. За 1 400 метров до финиша пелетон догнал затяжной отрыв и Columbia взяла гонку под свой контроль. Марк, разгоняемый четырьмя своими коллегами по команде сумел выиграть спринт у Хусховда, сократив очковое отставание от норвежца до 8 очков и доведя счёт побед на Туре 2009 до трёх.
Отрезок «Большой петли» между Ватаном и Сен-Фаржо принёс восьмую победу Кавендиша на этапах Тура. Последние 500 метров были с небольшим положительным уклоном, поэтому спринтеры начали свой бросок к заветной ленточке достаточно рано. Даже Боб Стэплтон, менеджер команды Columbia, перед стартом этапа с осторожностью оценивал шансы Кавендиша на победу на финише в подъём. Тем не менее при выходе на последний километр американский коллектив построил «поезд» для Марка. Хусховд вновь попробовал спуртовать с колеса Кавендиша, однако уроженец Мэна контрактаковал, и Тор не смог поддержать этот рывок. За победу на дистанции Марк боролся с Тайлером Фарраром из Garmin-Slipstream, выиграв при пересечении линии финиша половину длины велосипеда и вернув себе зелёную майку.
Зелёная майка вернулась к Марку на 2 дня, затем она вновь перешла к Хусховду, который, взяв несколько промежуточных спринтов, обеспечил себе солидный отрыв в очковой классификации. Уроженец Мэна не был заметен на альпийских этапах, однако равнинный участок дистанции Тура до Обенаса, следовавший за этапом с раздельным стартом, дал Марку возможность проявить себя. В очередном очном противостоянии с Хусховдом Кавендиш вышел победителем, взяв 19 этап.
Финиш последнего этапа Тур-де-Франс 2009 на Елисейских полях принёс Марку шестую победу на этапах этой гонки. Воспользовавшись тем, что перемещения команды Garmin в последнем повороте помешали Хусховду выйти из него по удачной траектории, Кавендиш финишировал перед своим товарищем по команде Марком Реншоу, выполнявшим роль его «последнего колеса» на протяжении всей многодневной гонки. Кавендишу не удалось выполнить своё задачу максимум — в итоговом очковом зачёте он остался в 10 очках от норвежца, но по словам Марка шесть побед на Туре и, особенно, на заключительном этапе в Париже стали его сбывшейся мечтой.

#### 2023
На Тур де Франс был близок к победе на 7-м этапе, но финишировал вторым, уступив бельгийцу Йесперу Филипсену.  На восьмом этапе за 61 км до финиша Кавендиш угодил в завал. На скорой его увезли в больницу. Кавендиш был вынужден сняться с Тур де Франс

#### 2024
На Тур Де Франс одержал победу на пятом этапе, доведя общее количество выигранных этапов до 35.

## Личная жизнь
5 октября 2013 года женился на модели Пете Тодд. У пары двое детей: дочь Делайла Грейс Кавендиш (03.04.2012) и сын Фрей Дэвид Кавендиш (17.08.2015).

## Достижения

### Трек
Чемпионат мира по трековому велоспорту
- 2005 — Лос-Анджелес, 1-й, мэдисон (с Робом Хейлсом)
- 2008 — Манчестер, 1-й, мэдисон (с Брэдли Уиггинсом)
- 2016 — Лондон, 1-й, мэдисон (с Брэдли Уиггинсом)

Игры Британского Содружества наций
- 2006 — Мельбурн, 1-й, гонка с общим стартом

Кубок мира по трековому велоспорту
- 2005 — Манчестер, 2-й, командное преследование
- 2005 — Манчестер, 3-й, мэдисон
- 2005 — Сидней, 3-й, мэдисон (с Томом Уайтом)
- 2005 — Сидней, 2-й, командное преследование
- 2007 — Пекин, 2-й, мэдисон (с Брэдли Уиггинсом)

Чемпионат Европы по трековому велоспорту
- 2005 — 1-й, гонка по очкам
- 2005 — 4-й, гонка с общим стартом

Чемпионат Великобритании по трековому велоспорту
- 1999 — 1-й, омниум (младше 14 лет)
- 2001 — 2-й, гонка по очкам (юниоры)
- 2001 — 3-й, гонка с общим стартом (юниоры)
- 2003 — 1-й, гонка на один километр (юниоры)
- 2003 — 2-й, гонка с общим стартом (юниоры)
- 2003 — 2-й, спринт (юниоры)
- 2004 — 1-й, командное преследование
- 2004 — 2-й, мэдисон (с Эдом Кленси)
- 2005 — 1-й, командное преследование
- 2005 — 3-й, гонка с общим стартом
- 2008 — 1-й, мэдисон (с Питером Кенно)

### Шоссе
2003
2-й Чемпионат Великобритании U-23 — групповая гонка
2004 — Team Persil
1-й этап 1 Girvan 3 Day
2005 — Team Sparkasse
1-й этап 5 Tour de Berlin
2006 — Team Sparkasse, T-Mobile Team
1-й  очковая классификация Tour of Britain
1-й этап 3 Course de la Solidarité Olympique
1-й этап 4 Thüringen Rundfahrt der U23
2-й общий зачёт Tour de Berlin
1-й этапы 3b и 4
2007 — T-Mobile Team
1-й Scheldeprijs
Four Days of Dunkirk
1-й  очковая классификация
1-й этапы 3 и 6
Tour of Britain
1-й  очковая классификация
1-й  спринтерская классификация
1-й Prologue и этап 1
Post Danmark Rundt
1-й  очковая классификация
1-й этап 6
Eneco Tour of Benelux
1-й  очковая классификация
1-й этап 2
Volta a Catalunya
1-й этапы 2 и 6
1-й этап 4 Ster Elektrotoer
2-й общий зачёт Circuit Franco-Belge
1-й этап 3
2008 — Team High Road
Tour de France
1-й этапы 5, 8, 12 и 13
Giro d’Italia
1-й этапы 4 и 13
1-й Scheldeprijs
Tour of Missouri
1-й  очковая классификация
1-й этапы 1, 2 и 6
Tour of Ireland
1-й этапы 1, 2 и 3
Three Days of De Panne
1-й этапы 2 и 3a
1-й пролог Tour de Romandie
1-й этап 5 Ster Elektrotoer
5-й Чемпионат Великобритании — групповая гонка
2009 — Team Columbia-High Road
Tour de France
1-й этапы 2, 3, 10, 11, 19 и 21
носил  после этапы 1-6, 10 и 11
Giro d’Italia
1-й этапы 1 (TTT), 9, 11 и 13
носил  после этапы 1 и 2
1-й Milan–San Remo
1-й Sparkassen Giro Bochum
Tour of California
1-й  спринтерская классификация
1-й этапы 4 и 5
Three Days of De Panne
1-й  очковая классификация
1-й этапы 2 и 3a
Tour de Suisse
1-й этапы 3 и 6
Tour of Missouri
1-й этапы 1 и 2
1-й этап 7 Tirreno–Adriatico
1-й этап 2 Tour of Ireland
4-й Amstel Curaçao Race
8-й UCI World Ranking
9-й общий зачёт Tour of Qatar
1-й этапы 4 и 6
2010 — Team HTC-Columbia
Tour de France
1-й этапы 5, 6, 11, 18 и 20
Vuelta a España
1-й  очковая классификация
1-й этапы 1 (TTT), 12, 13 и 18
носил  после этапы 1 и 2
носил  после этап 1
1-й этап 2 Volta a Catalunya
1-й этап 2 Tour de Romandie
1-й этап 1 Tour of California
2-й Clásica de Almería
3-й Coppa Bernocchi
7-й Игры Содружества — групповая гонка
2011 — Team HTC-High Road
1-й  Чемпионат мира — групповая гонка
Tour de France
1-й  очковая классификация
1-й этапы 5, 7, 11, 15 и 21
Giro d’Italia
1-й этап 1 (TTT), 10 и 12
носил  после этап 2
1-й Scheldeprijs
1-й Лондон — Суррей Классик
Tour of Britain
1-й этап 1 и 8b
1-й этап 6 Tour of Oman
2012 — Sky Procycling
Tour de France
1-й этапы 2, 18 и 20
Giro d’Italia
1-й этапы 2, 5 и 13
носил  после этапы 2 и 11-19
1-й Azzurri d'Italia
1-й комбинированная классификация
1-й общий зачёт  Ster ZLM Toer
1-й Kuurne–Brussels–Kuurne
Tour of Britain
1-й этапы 3, 4 и 8
1-й этап 2 Tirreno–Adriatico
1-й этап 6 Danmark Rundt
6-й общий зачёт Tour of Qatar
1-й этапы 3 и 5
2013 — Omega Pharma-Quick Step
1-й  Чемпионат Великобритании — групповая гонка
Tour de France
1-й этапы 5 и 13
Giro d’Italia
1-й  очковая классификация
1-й этапы 1, 6, 12, 13 и 21
носил  после этап 1
1-й Azzurri d'Italia
1-й комбинированная классификация
1-й  общий зачёт Tour of Qatar
1-й  очковая классификация
1-й этапы 3, 4, 5 и 6
Tour of Britain
1-й этапы 4, 7 и 8
1-й этап 1 Tour de San Luis
1-й этап 1 (TTT) Tirreno–Adriatico
2-й Scheldeprijs
3-й общий зачёт Ster ZLM Toer
6-й общий зачёт Driedaagse van West-Vlaanderen
7-й общий зачёт Danmark Rundt
1-й этап 6
9-й Milan–San Remo
10th общий зачёт Three Days of De Panne
1-й этап 2
2014 — Omega Pharma-Quick Step
Tour of Turkey
1-й  очковая классификация
1-й этапы 1, 2, 4 и 8
Tour du Poitou-Charentes
1-й  очковая классификация
1-й этапы 1 и 2
Tour of California
1-й этапы 1 и 8
Tirreno–Adriatico
1-й этапы 1 (TTT) и 6
1-й этап 5 Volta ao Algarve
1-й этап 4 Tour de Suisse
5-й Milan–San Remo
5-й Vattenfall Cyclassics
2015 — Etixx-Quick Step
1-й этап 7 Tour de France
1-й  общий зачёт Dubai Tour
1-й  очковая классификация
1-й этапы 1 и 4
1-й Clásica de Almería
1-й Kuurne–Brussels–Kuurne
Tour of California
1-й  очковая классификация
1-й этапы 1, 2, 5 и 8
Tour of Turkey
1-й  очковая классификация
1-й этапы 1, 2 и 7
1-й этап 7 Tour de San Luis
2-й Чемпионат Великобритании — групповая гонка
2016 — Dimension Data
Tour de France
1-й этапы 1, 3, 6 и 14
носил  после этап 1
носил  после этапы 1, 3 и 6-9
1-й  общий зачёт Tour of Qatar
1-й этап 1
Abu Dhabi Tour
1-й  очковая классификация
1-й этапы 2 и 4
1-й этап 2 Tour of Croatia
1-й этап 8 Tour of California
1-й UCI Asia Tour
2-й  Чемпионат мира — групповая гонка
2-й Чемпионат Великобритании — групповая гонка
2-й Scheldeprijs
6-й Paris–Tours
6-й общий зачёт Giro della Toscana
2017 — Dimension Data
Abu Dhabi Tour
1-й  очковая классификация
1-й этап 1
8-й общий зачёт Dubai Tour
2018 — Dimension Data
1-й этап 3 Тур Дубая
2021 — Deceuninck-Quick Step
Tour de France
Очковая классификация
Этапы 4, 6, 10 и 13
Этапы 2, 3, 4 и 8 Тур Турции
2022
Чемпионат Великобритании — групповая гонка
3-й этап Джиро д'Италия
Милан — Турин
2-й этап Тур Омана
2-й этап Тур ОАЭ
2023
21-й этап Джиро д'Италия
2024
5-й этап Тур де Франс
4-й этап Тур Колумбии